# Jonice Siqueira Tristão
Jônice Siqueira Tristão (Mutum, 1 de fevereiro de 1930 - Vitória, 9 de janeiro de 2021) foi um empresário brasileiro com bacharelado em Direito pela antiga Universidade do Brasil e foi eleito primeiro suplente do senador Élcio Álvares em 1990 exercendo o mandato quando o titular foi Ministro da Indústria e Comércio (1994 - 1995) no governo Itamar Franco e nos primeiros dias de 1999 por ocasião da posse de Álvares no Ministério da Defesa antes que seu mandato expirasse.
Fundador do Grupo Tristão, o empresário fez da Tristão Cia de Comércio Exterior o maior exportador brasileiro de café durante dez anos consecutivos.a
Grupo Tristão
Em 23 de fevereiro de 1935, na cidade de Afonso Cláudio, no interior do estado do Espírito Santo, José Ribeiro Tristão abriu um bazar de "secos e molhados", a Casa Misael, em homenagem ao pai, Misael Tristão. O comércio vendia de alimentos a implementos agrícolas, de tecidos a artigos de armarinho. Na época o Brasil enfrentava as dificuldades decorrentes da Grande Recessão de 1929 e José percebeu que o café era uma grande oportunidade de investimento. Decidiu utilizá-lo como moeda de troca em seu estabelecimento, apostando que este seria um meio para expandir suas atividades comerciais. Na década de 50, o café tornou-se o principal negócio da Casa Misael. Em 1960, já sob o comando de Jônice, filho de José e sua esposa Eunice, a empresa José Ribeiro Tristão e Filhos deu início à exportação de café e ampliou suas operações. Na década de 70,  transformou-se em duas empresas: Tristão Cia de Comércio Exterior e Triscafé Armazéns Gerais. 
Em 1971, nasceu a Realcafé Solúvel do Brasil, no município de Viana, ES. Sua criação foi decisiva para o fortalecimento do mercado capixaba de café conilon (também denominado "robusta"), por ser este a matéria-prima tanto do café solúvel quanto do torrado e moído. A fábrica utiliza hoje uma vasta gama de cafés brasileiros, desde o conilon até os sofisticados grãos do arábica. Com capacidade para produzir em torno de 10 mil toneladas de café por ano, produz em média 30 toneladas de café solúvel e mais de 5 toneladas de erva-mate solúvel por dia.
Em 1988, as empresas passaram para a terceira geração da família, recebendo como sócios os filhos de Jônice Tristão. Hoje o Grupo Tristão situa-se entre as empresas mais sólidas da economia capixaba e é um dos maiores da indústria de café no mundo.
Jônice Tristão faleceu de causas naturais em sua casa, aos 90 anos.